# Alban (Tarn)
Alban en idioma francés oficial, Albanh en occitano, es una localidad y comuna francesa en la región de Mediodía-Pirineos, departamento de Tarn, en el distrito de Albi y Cantón de Alban, situada a los pies del Macizo Central.

## Demografía
| 1962                                                    | 1968 | 1975 | 1982 | 1990 | 1999 |
| ------------------------------------------------------- | ---- | ---- | ---- | ---- | ---- |
| 899                                                     | 994  | 935  | 921  | 904  | 848  |
| A partir de 1962: Population sans doubles comptes INSEE |      |      |      |      |      |

## Lugares de interés
- Frescos pintados por Nicolas Greschny en la iglesia de la localidad.